# Мінералогічний музей імені Євгена Лазаренка
Мінералогічний музей імені Євгена Лазаренка — музей у місті Львові, перша структурна одиниця геологічного профілю, створена на базі мінералогічних колекцій. Мінералогічний музей було засновано в 1852-1853 роках професором природничої історії, ботаніком, Гіацинтом Лобажевським. Ім'я академіка Євгена Лазаренка присвоєно музею у 1999 році.
Структурний підрозділ Львівського національного університету імені Івана Франка.

## Експозиція
Музейна експозиція налічує понад 14 000 зразків мінералів з геологічних утворень України, а також держав:
- Європи,
- Азії,
- Америки,
- Африки,
- Австралії.

Окраса музею — унікальні експонати мінералів Забайкалля, Волині, Уралу, Середньої Азії.
Головною є стаціонарна експозиція з чотирьох відділів, які відповідають головним напрямам сучасної мінералогії та більшості мінералогічних курсів, які читають у вищих навчальних закладах:
| Назва відділу            | Характеристика |
| ------------------------ | --- |
| загальна мінералогія     | підібрано зразки мінералів, які найліпше характеризують особливості конституції (ізоморфізм, поліморфізм та ін.), морфології кристалів мінералів, їхніх закономірних зростків і агрегатів, деяких фізичних властивостей (спайність, твердість, блиск, колір тощо); |
| генетична мінералогія    | виставлено мінерали магматичних, пегматитових, пневматолітово-гідротермальних і метасоматичних, метаморфічних, гіпергенних та осадових процесів. Спеціальні вітрини присвячені онтогенії та філогенії мінералів, а також синтетичним сполукам;                     |
| систематична мінералогія | колекції мінералів розміщені згідно з їхньою кристалохімічною класифікацією. Кожний мінеральний вид представлений зразками, що відображають їхні індивідуальні особливості та різні парагенетичні асоціації;                                                       |
| регіональна мінералогія  | виставлено мінерали з різних геологічних утворень і родовищ України, Кавказу, Закавказзя, Примор'я, Кольського півострова, Уралу і Приуралля, Забайкалля, Алтаю, Канади, Словаччини, Угорщини, Югославії.                                                          |

У музеї є нові мінерали, відкриті впродовж останніх десятиліть, а також рідкісні мінерали або їхні відміни, які були виявлені на території України.
Тимчасові експозиції — тематичні та систематичні, або присвячені знаменитим подіям і датам. Тут, науковою окрасою музею є тематична витрина «Метеорити», відкрита в 1999 році, у якій підібрана колекція метеоритів з різних регіонів світу. Виставка доповнюється ілюстративними плакатами про мінеральний склад, будову та текстурно-структурні особливості метеоритів.
Музей є не тільки базою для навчального процесу і ведення наукових досліджень. Його широко використовують для популяризації геологічних і мінералогічних знань.

## Робота музею
10:00-16:00, субота, неділя — вихідні.
Вхід безкоштовний.

## Контакти
Місто Львів
вул. М. Грушевського, 4 (2 поверх, кімнати 211—214)